# لينا لويزميس
لينا لويزميس (بالألمانية: Lena Lauzemis)‏ هي ممثلة ألمانية، ولدت في 15 يناير 1983 ببرلين في ألمانيا.

## وصلات خارجية
- لينا لويزميس على موقع IMDb (الإنجليزية)
- لينا لويزميس على موقع مونزينجر (الألمانية)
- لينا لويزميس على موقع ألو سيني (الفرنسية)
- لينا لويزميس على موقع أول موفي (الإنجليزية)
- لينا لويزميس على موقع قاعدة بيانات الأفلام السويدية (السويدية)
- لينا لويزميس على موقع قاعدة بيانات الفيلم (الإنجليزية)
- لينا لويزميس على موقع كينوبويسك (الروسية)